# 'Tis a Pity She Was a Whore
'Tis a Pity She Was a Whore è un singolo del cantautore britannico David Bowie, pubblicato il 10 novembre 2014.
Il brano fu incluso successivamente come b-side del singolo Sue (Or in a Season of Crime), pubblicato una settimana più tardi, mentre una nuova versione fu registrata e inclusa nella lista tracce dell'ultimo album dell'artista, Blackstar.

## Descrizione
Il titolo della canzone deriva dal quasi omonimo dramma teatrale 'Tis Pity She's a Whore (Peccato che sia una sgualdrina) di John Ford, un drammaturgo inglese del diciassettesimo secolo. Per la versione inclusa nell'album Blackstar, Bowie volle incidere nuovamente il brano affidando le parti di sassofono al musicista statunitense Donny McCaslin (nella versione originale fu lo stesso Bowie a suonarlo).

## Tracce
1. 'Tis a Pity She Was a Whore – 5:26